# Торговый дом «С. Сиу и К°»
Торговый дом «С. Сиу и К°» — российская кондитерская фабрика, существовавшая в Москве.

## История

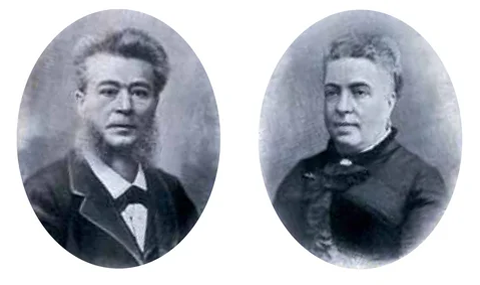
Адольф и Эжени Сиу

В 1853 году в Российскую империю приехал 25-летний французский предприниматель Адольф Сиу, который устроился на работу в небольшую парфюмерную фирму. Спустя некоторое время он решил заняться собственным делом и 24 ноября 1855 года вместе с женой Эжени открыл в Москве на Тверской улице в доме Варгина кондитерскую с небольшой мастерской. С этого момента началась история одного из крупнейших Торговых домов в России.
В подвалах дома производились кондитерские изделия, а наверху был открыт магазин. Помня свою первую профессию, в 1861 году Адольфом было открыто парфюмерное отделение Торгового дома с названием «А. Сиу и К°». В семье росло три сына: Луи, Шарль и Адольф-младший, получивших образование в университетах Франции, Германии и России, которые служили во французской армии, в 1870-х годах вернулись в Россию и стали работать на фабрике отца. В 1881 году сыновья основывают торговый дом «С. Сиу и К°». Для растущего предприятия была куплена земля у купчихи Терезы Гурни на Петербургском шоссе, где к 1 октября 1884 года проекту архитектора Оскара Дидио было выстроено фабричное здание, оснащенное по последнему слову техники того времени.

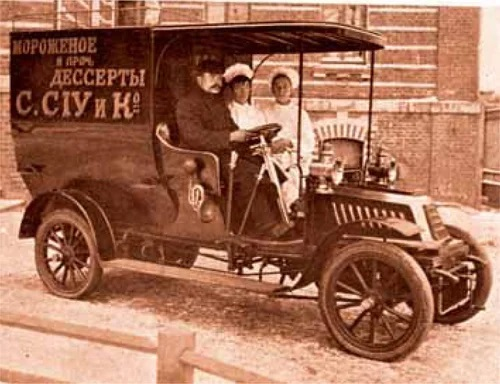
Автомобиль «С. Сиу и К°»

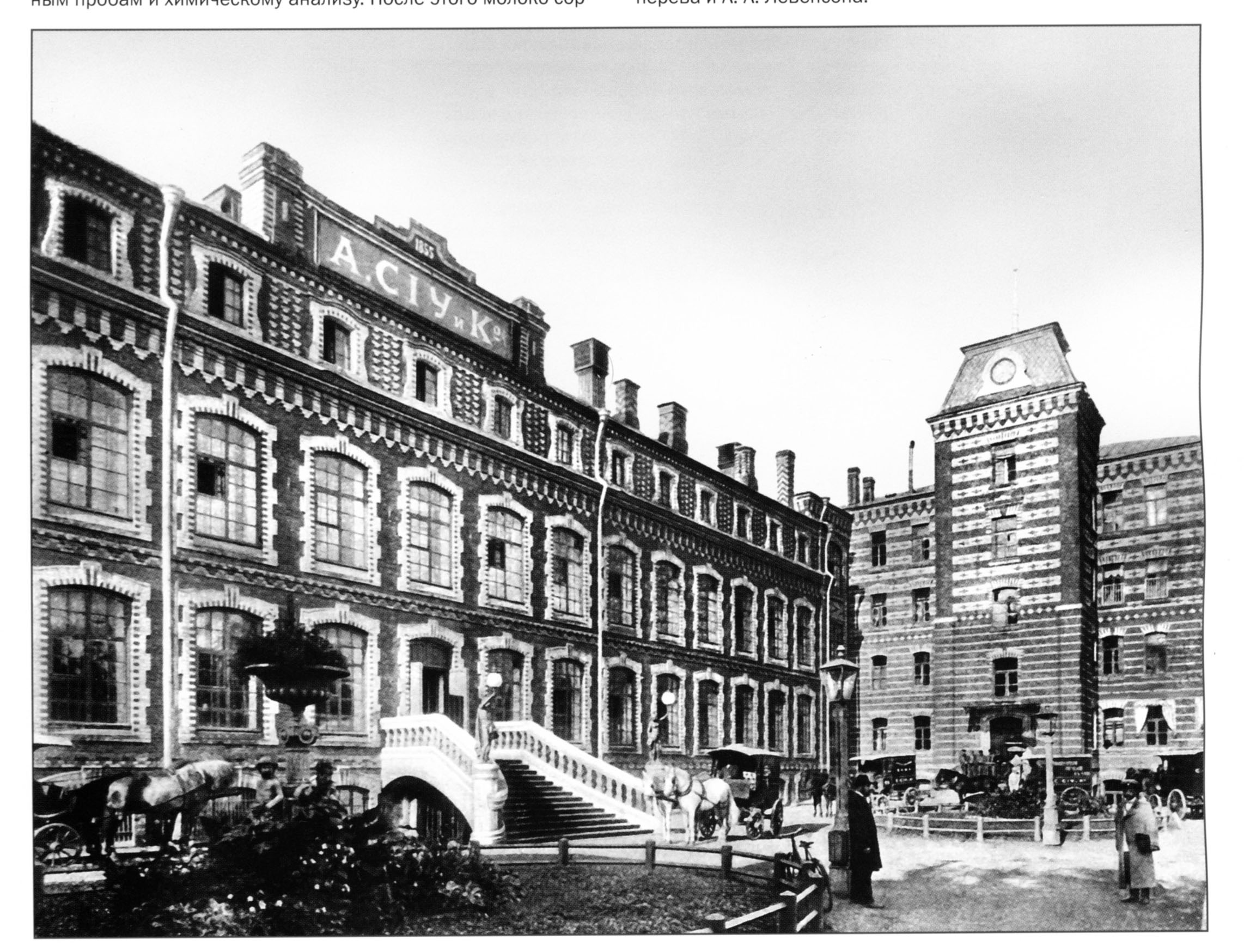
Парфюмерное отделение
«А. Сиу и К°»

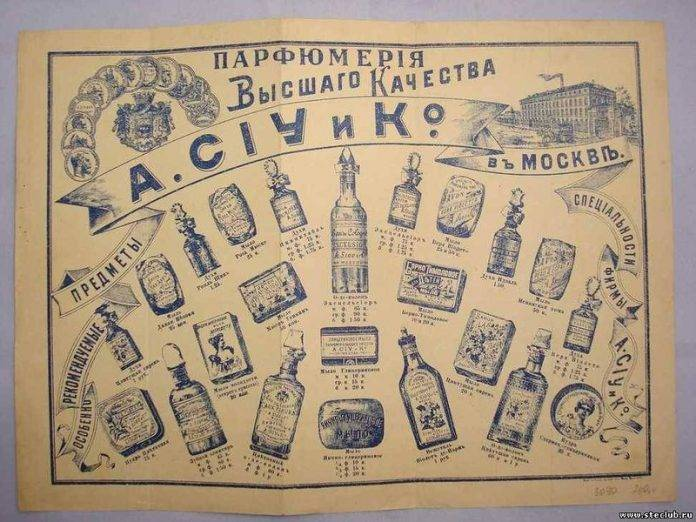
Продукция «А. Сиу и К°»

Постепенно производство разрасталась, братья стали приобретать соседние участки, один из них был с большим прудом, где по проекту того же архитектора был построен на сваях новый фабричный корпус, в 1896 году — жилой дом для служащих с магазином, а в 1902 году — кондитерский магазин. К началу ХХ столетия Торговый дом «С. Сиу и К°» производил самый разнообразный ассортимент изделий, на фабрике насчитывалось 20 цехов: шоколадное, какао, кофейное, карамельное, монпансье, фруктоварное, варенья, мармеладное, пастила, кондитерское, нуга, сафо, драже, мятные пастилки, бисквитное, вафельное, пряничное, пирожное, конфетное, мороженое. Магазины «С. Сиу и К°» были представлены в людных местах столицы: Арбат, Тверская, Ильинка, Кузнецкий мост, Мясницкая; а вслед за Москвой они появились в Петербурге, Киеве и Варшаве. Предприятие имело собственный транспорт, включающий кареты, фургоны и недавно появившиеся автомобили.
В 1913 году в знак признания высокого качества продукции, Торговый дом «С. Сиу и К°» был удостоен звания «Поставщик Двора Его Императорского Величества». Во время Первой мировой войны кондитерская фабрика продолжала работать, хоть и с меньшим ассортиментом, включавшим бисквиты, дешевые конфеты, варенье. Также производители перечисляли значительные суммы в помощь Русской императорской армии. После Октябрьской революции фабрика была национализирована специальным декретом, подписанным В. И. Лениным 4 декабря 1918 года. В марте 1919 года предприятие семьи Сиу стало Государственной кондитерской фабрикой № 3, а в 1920 году получило новое название — «Большевик», существовавшее по 2012 год.

Обёртки конфет, посвящённых 300-летию дома Романовых
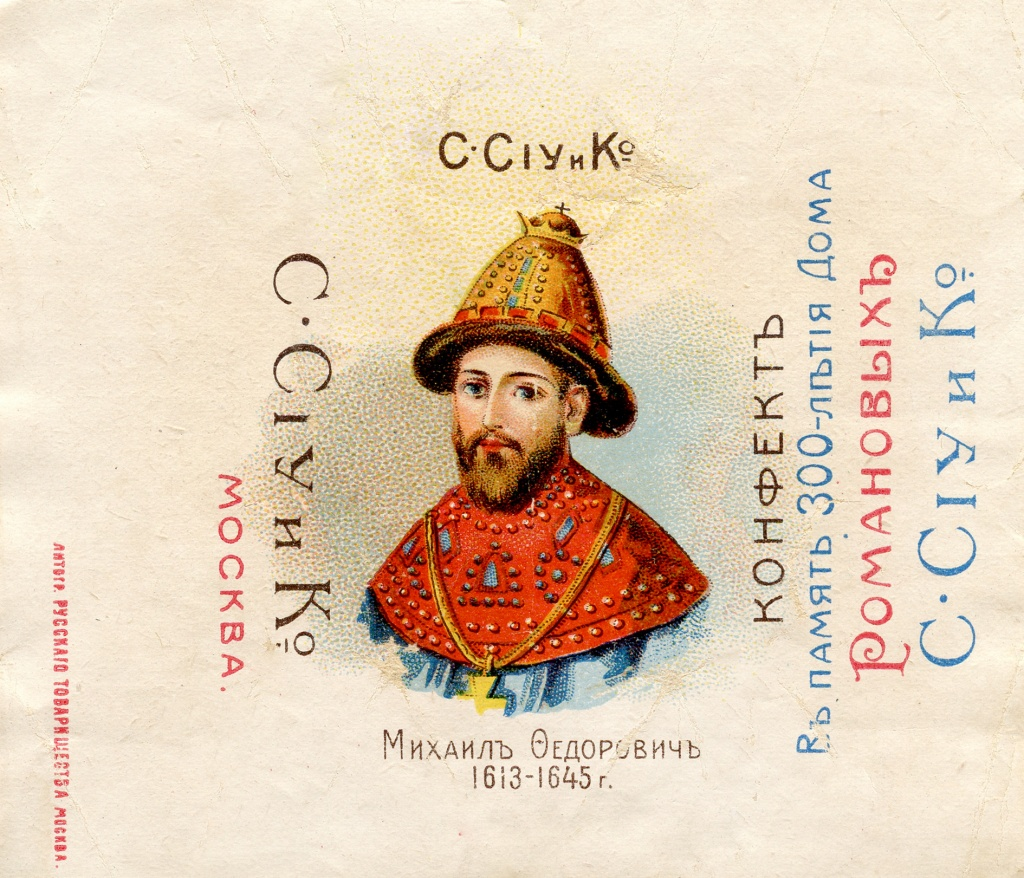
Михаил Фёдорович
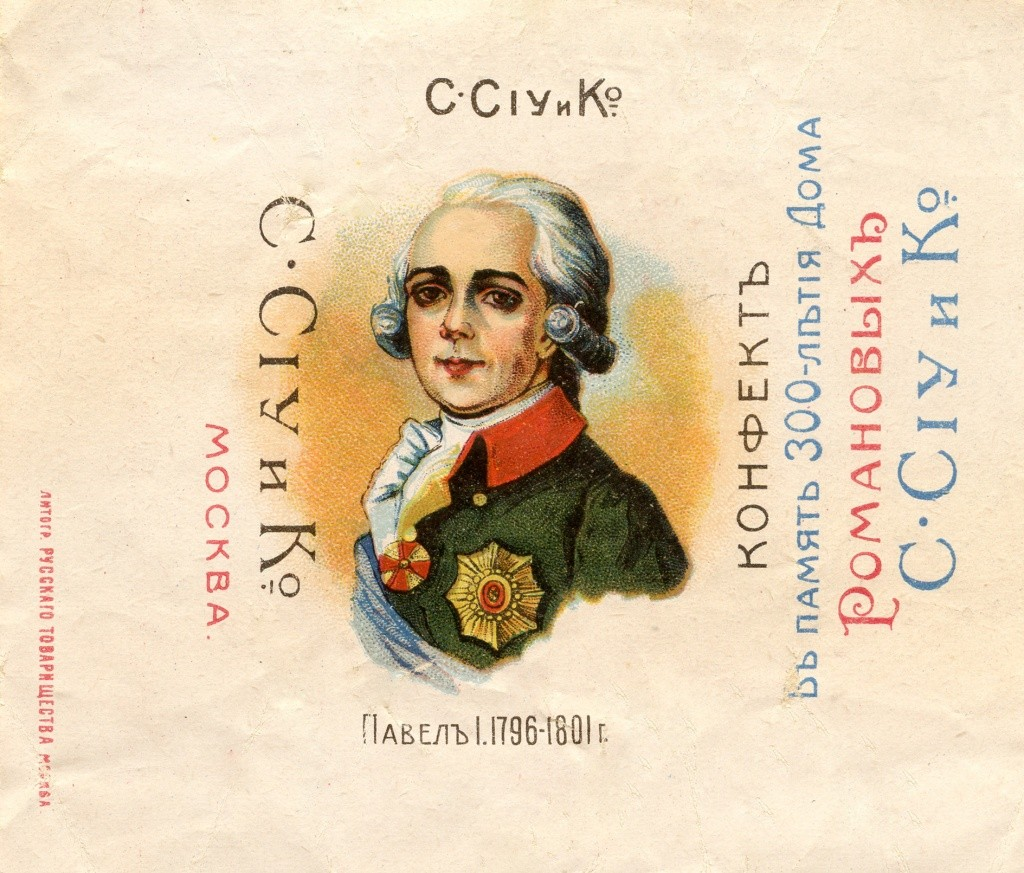
Павел I
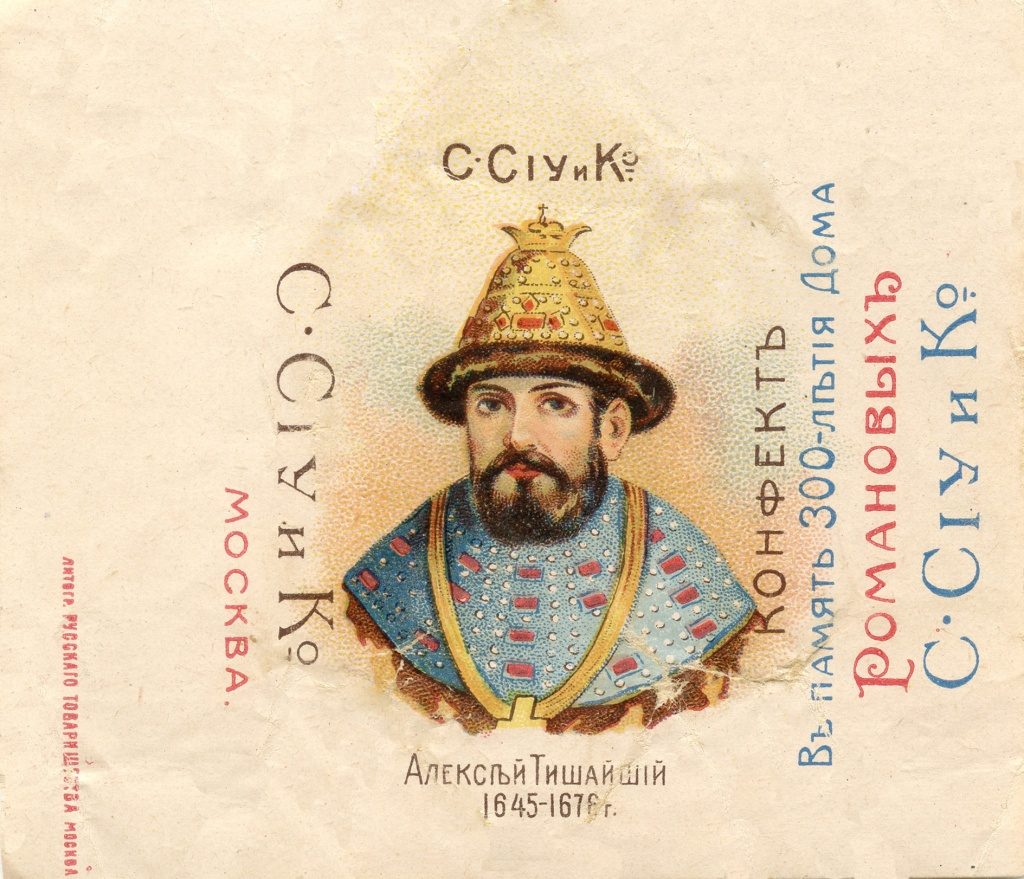
Алексей Михайлович